# نبردناو کلاس ایتالیا
نبردناو کلاس ایتالیا (به انگلیسی: Italia-class battleship) یک کلاس از کشتی است که طول آن ۴۰۰ فوت ۳ اینچ (۱۲۲٫۰ متر) می‌باشد.